# Loma el Perico
Loma el Perico är en ort i Mexiko.   Den ligger i kommunen Linares och delstaten Nuevo León, i den centrala delen av landet, 600 km norr om huvudstaden Mexico City. Loma el Perico ligger 394 meter över havet och antalet invånare är 139.
Terrängen runt Loma el Perico är platt. Runt Loma el Perico är det ganska glesbefolkat, med 29 invånare per kvadratkilometer. Närmaste större samhälle är Linares, 5,7 km norr om Loma el Perico. Trakten runt Loma el Perico består i huvudsak av gräsmarker.